# جون برستون مارتن
جون برستون مارتن (بالإنجليزية: John Preston Martin)‏ هو سياسي أمريكي، ولد في 11 أكتوبر 1811، وتوفي في 23 ديسمبر 1862. حزبياً، نشط في الحزب الديمقراطي. وقد انتخب عضو مجلس النواب الأمريكي.